# Логовское
Логовско́е — село в Первомайском районе Алтайского края России. Административный центр Логовского сельсовета.

## География
Село находится между реками Чесноковка и Малая Черемшанка, к северу от Логовского водохранилища (известного также как Правдинское и Чесноковское).
Климат
Климат континентальный. Продолжительность периода с устойчивым снежным покровом составляет 160—170 дней, абсолютный минимум температуры воздуха достигает −50 °C. Средняя температура января −19,9 °C, июля +19 °C. Безморозный период длится 110—115 дней, абсолютный максимум температуры воздуха достигает +33-35 °C. Годовое количество атмосферных осадков — 360—400 мм.
Уличная сеть
В селе 16 улиц.
Расстояние до
- районного центра Новоалтайск: 20 км.
- краевого центра Барнаул: 33 км.

Ближайшие населенные пункты
Бешенцево 2 км, Правда 2 км, Новый Мир 8 км, Сорочий Лог 9 км, Жилино 12 км, Новочесноковка 15 км, Бажево 16 км, Токарево 17 км.

## Население
| 1997  | 1998  | 1999  | 2000  | 2001  | 2002  | 2003  |
| ----- | ----- | ----- | ----- | ----- | ----- | ----- |
| 1407  | →1407 | ↘1388 | ↗1413 | ↘1405 | ↗1431 | ↗1457 |
| 2004  | 2005  | 2006  | 2007  | 2008  | 2009  | 2010  |
| ↘1382 | ↘1377 | ↗1385 | ↗1445 | ↗1461 | ↗1473 | ↘1429 |
| 2011  | 2012  | 2013  |       |       |       |       |
| ↘1426 | ↘1422 | ↘1417 |       |       |       |       |

## История
В начале XX века в Алтайском крае появляется много новых населённых пунктов, названия которым присвоены Переселенческим управлением с привязкой к географии района. Несмотря на новое официальное название, переселенцы продолжали использовать привычные имена, поэтому в различных документах наименования населённых пунктах отображались по-разному. Деревня Ларин Лог также получила новое название — село Логовское. Примерной датой получения статуса села является 12.04.1973 .

## Инфраструктура
В селе работает ЗАО «Кирпичный завод», есть крестьянские фермерские хозяйства, предприятия по выращиванию зерновых и зернобобовых культур, животноводству и переработке молока. Есть культурно-досуговый центр, детский сад «Зернышко», средняя общеобразовательная школа. Построена новая церковь «Всех скорбящих радость».
22 августа 2024 года состоялось открытие нового модульного вокзала на станции Бешенцево. Данный проект является пилотным, новое здание - первый и единственный объектОАО «РЖД», включенный в единый реестр типовой проектной документации Минстроя Российской Федерации.

## Транспорт
Село соединяет с районным и краевым центром автодорога Р374 «Белоярск — Заринск» и сеть региональных автодорог. Налажено сообщение междугородних автобусов. В селе находится ж.-д. станция Бешенцево на линии Новоалтайск — Артышта.